# Río Manzano
El río Manzano es un río del suroeste de la península ibérica, perteneciente a la cuenca hidrográfica del Guadalquivir, que discurre por el noroeste de la provincia de Córdoba (España). 

## Curso
El río Manzano nace en la Sierra de los Santos, en el término municipal de Villanueva del Rey. Realiza un recorrido en sentido norte-sur a lo largo de unos 16 km, hasta su desembocadura en el río Névalo, en el término de Espiel.